# Jyrki Järvi
Jyrki Heikki Järvi (* 7. Februar 1966 in Helsinki) ist ein finnischer Segler und Olympiasieger.
Er gewann bei den Olympischen Spielen 2000 in Sydney gemeinsam mit Thomas Johanson die Goldmedaille in der Klasse 49er. Im selben Jahr sicherten sich Järvi und Johanson bei den Weltmeisterschaften Bronze.